# مربع (جبر)

یا (مربع ۵) را می‌توان به شکل یک مربع نشان داد. هر بخش بیانگر یک واحد است و تمام مربع بیانگر یا مساحت مربع.

در ریاضیات، توان دوم یا مربع نتیجه ضرب یک عدد در خودش است. فعل «مربع کردن» هم برای این عملیات به کار می‌رود. مربع کردن برابر با توان دوم رساندن نیز هست که به شکل بالانویس ۲ نوشته می‌شود به‌طور مثال مربع ۳۲ است که برابر با نه است.
هنگامی که بالانویسی میسر نباشد مانند زبان‌های برنامه‌نویسی یا نوشته‌های ساده از نوشتار x^2 یا x**2 به جای x2 می‌توان استفاده کرد.
در ریاضی الگویی وجود دارد که هر عدد برابر با مربع شماره آن N2=X است. الگو به‌صورت زیر می‌باشد:
| ۲۵ | ۱۶ | ۹  | ۴ | ۱  |
| ۵۲ | ۴۲ | ۳۲ | ۲ | ۱۲ |

12=۱ , ۲۲=۴ , ۳۲=۹ , ۴۲=۱۶ , ۵۲=۲۵ , ۶۲=۳۶ , ۷۲=۴۹ , ۸۲=۶۴ , ۹۲=۸۱ , ۱۰۲=۱۰۰ , ۱۱۲=۱۲۱ , ۱۲۲=۱۴۴ , ۱۳۲=۱۶۹ , ۱۴۲=۱۹۶ , ۱۵۲=۲۲۵ , ۱۶۲=۲۵۶ , ۱۷۲=۲۸۹ , ۱۸۲=۳۲۴ , ۱۹۲=۳۶۱ , ۲۰۲=400
هر معادله‌ای که در آن توان دو به کار رفته باشد معادله درجه دو نام دارد.
{\displaystyle x^{2}=4=>x=2,x=-2}
در ریاضی عبارت دیگری شبیه به مربع با نام مکعب یا توان سوم وجود دارد که مثل مربع است اما عدد به توان ۳ می‌رسد.
| ۱۲۵ | ۶۴ | ۲۷ | ۸  | ۱  |
| ۵۳  | ۴۳ | ۳  | ۲۳ | ۱۳ |